# Sapromyza flavodorsalis
Sapromyza flavodorsalis är en tvåvingeart som beskrevs av Malloch 1927. Sapromyza flavodorsalis ingår i släktet Sapromyza och familjen lövflugor. Inga underarter finns listade i Catalogue of Life.